# Compsodrillia opaca
Compsodrillia opaca é uma espécie de gastrópode do gênero Compsodrillia, pertencente à família Pseudomelatomidae.